# Hashcash
Hashcash és una proposta realitzada per Adam Back en 1997 per combatre el correu escombraries o spam. Més recentment es coneix per haver inspirat el mecanisme de prova de treball emprat en Bitcoin.

## Estratègia
L'estratègia que segueix és establir un mecanisme ràpid de verificació de que qui ha enviat un missatge té el suficient interès per enviar-que està disposat a "pagar" amb temps de CPU per posar una marca que demostri que no ho mana simplement perquè no costa res. D'aquesta manera els que vulguin enviar grans volums de spam hauran de dedicar alts costos d'operació, dissuadint-los o almenys limitant les seves actuacions.

## Implementació
Per implementar aquesta estratègia es fan servir problemes matemàtic complexos la solució es verifica amb facilitat. Com per exemple: Càlcul d'arrels quadrades de nombres grans, o trobar col·lisions parcials de hash.
Per usar aquesta tècnica en els sistemes de correu s'han desenvolupat plug-ins que insereixen capçaleres X-hashcash en els missatges de forma similar a la següent:
X-Hashcash: 0:030626:adam@cypherspace.org:238923ef39238392a9
Aquests valors es calculen, a partir de la data, l'adreça de correu de l destinatari (si són múltiples caldrà inserir múltiples capçaleres X-hashcash) i un nombre de versió juntament amb algun valor aleatori. Això es realitza quan es mana el correu aprofitant que el correu no és interactiu en temps real. El cost per a la generació del codi se sol dimensionar perquè tardi uns segons en un equip mitjà. D'aquesta manera es penalitza més a qui té una màquina lenta.

## Problemes
Verificar la capçalera per a cada correu implica canviar els servidors de correu. A part d'això, si algú amb un sniffer captura capçaleres X-Hashcash, res li impediria enviar un missatge a cadascun dels destinataris aprofitant la durada dels salconduits ja generats.
L'emmagatzematge dels hashes per a tants destinataris suposa un cost de càlcul i les llistes de correu tindrien sobrecàrregues, al enviar missatges a cada destinatari. Per això els usuaris han de comprovar el hashcash amb la direcció de la llista i no el de cada membre.